# Campionati mondiali di sci nordico 1950
I Campionati mondiali di sci nordico 1950, diciottesima edizione della manifestazione, si svolsero dal 1º al 6 febbraio a Lake Placid, negli Stati Uniti d'America. Vennero assegnati cinque titoli.
Per la prima volta i Mondiali assunsero cadenza biennale, anziché annuale com'era stato fino ad allora.

## Risultati

### Combinata nordica
| Posizione | Atleta               | Nazione   | Punti |
| --------- | -------------------- | --------- | ----- |
| 1         | Heikki Hasu          | Finlandia | 455,2 |
| 2         | Ottmar Gjermundshaug | Norvegia  | 452,0 |
| 3         | Simon Slåttvik       | Norvegia  | 451,8 |
| 4         | Per Sannerud         | Norvegia  | -     |
| 5         | Sven Israelsson      | Svezia    | -     |
| 6         | Kjetil Mårdalen      | Norvegia  | -     |

1 e 3º febbraio

Trampolino: MacKenzie Intervale Ski Jumping Complex NH

Fondo: 18 km (3° feb, Rumford)

### Salto con gli sci
| Posizione | Atleta              | Nazione     | Punti |
| --------- | ------------------- | ----------- | ----- |
| 1         | Hans Bjørnstad      | Norvegia    | 220,4 |
| 2         | Thure Lindgren      | Svezia      | 214,4 |
| 3         | Arnfinn Bergmann    | Norvegia    | 213,5 |
| 4         | Christian Mohn      | Norvegia    | 212.4 |
| 5         | Thorbjørn Falkanger | Norvegia    | 211,9 |
| 6         | Arnt Devlin         | Stati Uniti | 211,0 |

5º febbraio

Trampolino: MacKenzie Intervale Ski Jumping Complex NH

### Sci di fondo

#### 18 km
| Posizione | Atleta           | Nazione   | Tempo     |
| --------- | ---------------- | --------- | --------- |
| 1         | Karl-Erik Åström | Svezia    | 1:06:16   |
| 2         | Enar Josefsson   | Svezia    | 1:06:28 h |
| 3         | Arnljot Nyås     | Norvegia  | 1:07:07   |
| 4         | August Kiuru     | Finlandia | -         |
| 5         | Paavo Lonkila    | Finlandia | -         |
| 6         | Viljo Vellonen   | Finlandia | -         |

3 febbraio - Rumford (Maine)

#### 50 km
| Posizione | Atleta           | Nazione   | Tempo   |
| --------- | ---------------- | --------- | ------- |
| 1         | Gunnar Eriksson  | Svezia    | 2:59:05 |
| 2         | Enar Josefsson   | Svezia    | 3:00:01 |
| 3         | Nils Karlsson    | Svezia    | 3:00:10 |
| 4         | Anders Törnkvist | Svezia    | -       |
| 5         | Harald Mårtmann  | Norvegia  | -       |
| 6         | Pekka Vanninen   | Finlandia | -       |

6 febbraio - Rumford (Maine)

#### Staffetta 4x10 km
| Posizione | Nazione     | Atleti                                                     | Tempo   |
| --------- | ----------- | ---------------------------------------------------------- | ------- |
| 1         | Svezia      | Nils Täpp Karl-Erik Åström Martin Lundström Enar Josefsson | 2:39:59 |
| 2         | Finlandia   | Heikki Hasu Viljo Vellonen Paavo Lonkila August Kiuru      | 2:41:51 |
| 3         | Norvegia    | Martin Stokken Eilert Dahl Kristian Bjørn Henry Hermansen  | 2:47:19 |
| 4         | Francia     | ...                                                        | -       |
| 5         | Stati Uniti | ...                                                        | -       |
| 6         | Canada      | ...                                                        | -       |

5 febbraio - Rumford (Maine)

## Medagliere per nazioni
| Posizione | Nazione   | Oro | Argento | Bronzo | Totale |
| --------- | --------- | --- | ------- | ------ | ------ |
| 1         | Svezia    | 3   | 3       | 1      | 7      |
| 2         | Norvegia  | 1   | 1       | 4      | 6      |
| 3         | Finlandia | 1   | 1       | 0      | 2      |